# Antoine Le Pautre
Antoine Le Pautre (París, 15 de enero de 1621- París, 3 de enero de 1679) fue un arquitecto francés del siglo XVII, uno de los destacados del estilo barroco. Era hermano del prolífico grabador francés Jean Lepautre. En 1646-1648, Le Pautre edificó el convento de Port-Royal de París. Fue considerado como uno de los arquitectos más imaginativos del periodo de reinado de Luis XIV.  Fue un artista bajo la protección del cardenal Mazarino, al que dedicó una de sus obras, titulada Desseins de plusieurs palais (Paris, 1652/3), en la que destaca su inventiva e imaginación. El diseño y realización del Hotel de Beauvais en París a comienzos de 1656 es una de sus obras destacadas a día de hoy, construida en el periodo de 1655-1660.

## Carrera
En el año 1660 se le nombró como constructor oficial de la casa de Orleans (Felipe I era el hermano del rey). Comenzó sus trabajos en el Château de Saint-Cloud, un edificio del solamente queda hoy en día la cascada. De los dibujos y grabados que se conservan en la actualidad se puede decir que trabajó para Jean-Baptiste Colbert en el château de Sceaux en un periodo temprano de la década de los setenta.  

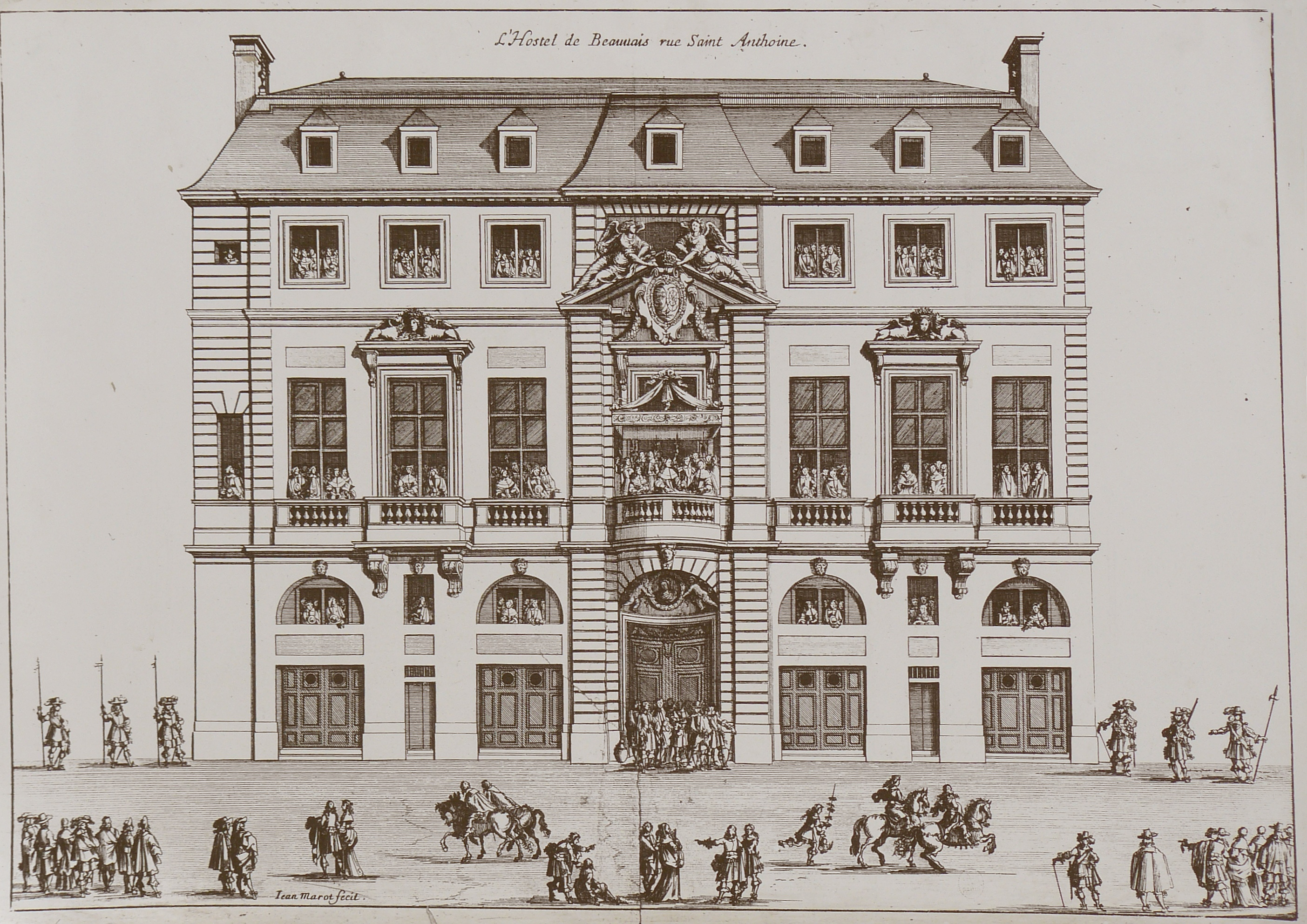
Fachada del hôtel de Beauvais, grabado de Jean Marot
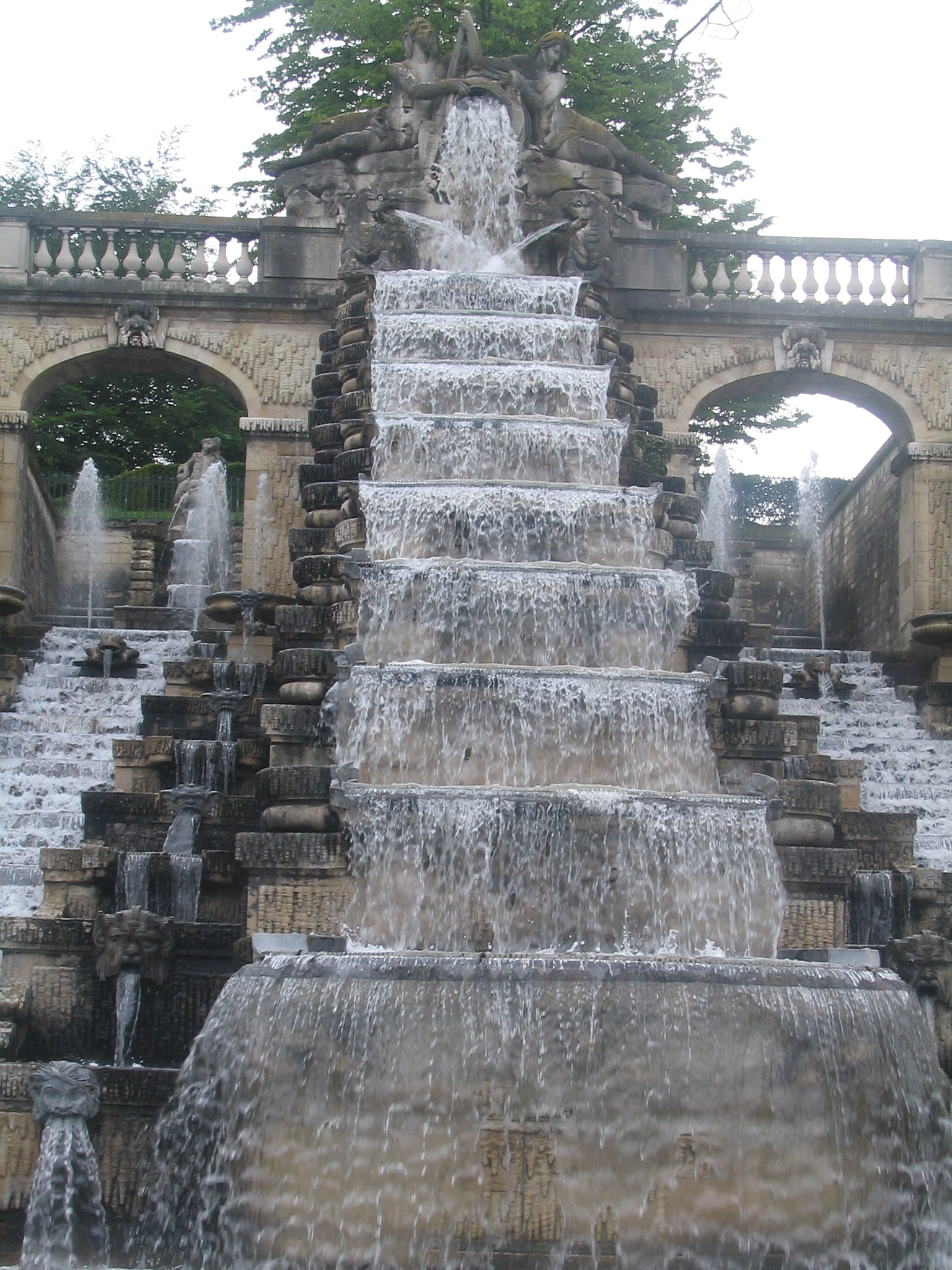
Cascada del Parque de Saint-Cloud (1660-1665)
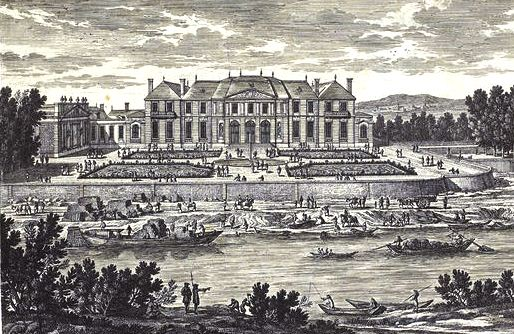
Saint-Ouen: château de Joachim Adolphe de Seiglière de Boisfranc

## Publicaciones
- Antoine Le Pautre, Les œuvres d'architecture, chez Jombert, Paris, 1645-1655 (leer en línea)

## Dessins
- Noviciat des Jésuites de Paris, 1640 (Ver)
- Noviciat des Jésuites de Paris, 1640 (Ver)